# Тамбре (Белуно)
Тамбре (итал. Tambre) је насеље у Италији у округу Белуно, региону Венето.
Према процени из 2011. у насељу је живело 445 становника. Насеље се налази на надморској висини од 918 м.

## Становништво
Према резултатима пописа становништва 2011. у општини је живело 1.425 становника.
| 1931. | 1936. | 1951. | 1961. | 1971. | 1981. | 1991. | 2001. | 2011. |
| ----- | ----- | ----- | ----- | ----- | ----- | ----- | ----- | ----- |
| 2.237 | 2.015 | 2.290 | 2.138 | 1.906 | 1.779 | 1.654 | 1.529 | 1.425 |